# Грб Секеља
Грб Секелија (мађ. Székely címer) је грб који користи мађарска заједница Секеља у Румунији. То је плави грб са златном осмокраком „звездом-сунцем“ и сребрним полумесецом, који се сматрају древним симболима Секеља. Дизајниран од стране Адама Коње, Национални савет Секеља усвојио га је 2004. године и од тада је један од симбола Секеља.
Тврди се да су симболи грба традиционални симболи Секеља. Полумесец и сунце се користе најмање од 15. века у Трансилванији. Међутим, употреба „звезде сунца“ како ју је дефинисао Коња је контроверзна јер није у складу са хералдичким правилима.

## Дизајн
Грб Секеља је дизајнирао Адам Коња и званично је усвојен 2004. године. Састоји се од плаве позадине са осмокраком звездом и полумесецом. Према Коњи, осмокрака „звезда-сунце“ симболизује осам историјских седишта Секеља (Бардоц-Миклошварсек, Чиксек, Ђерђосек, Кездисек, Марошсек, Орбајисек), Сепшисек и Удвархељсек).
Полумесец и сунце су се већ у 16. веку сматрали симболима Секеља. У ствари, 1580. године појавили су се као компоненте грба Кнежевине Трансилваније и трансилванијска скупштина их је усвојила као званичне симболе Секеља 1659. Након тога, полумесец и сунце су почели да се појављују на заставама и грбовима седишта Секеља.
Стручњаци су такође критиковали да сунце представљено на застави Секеља није у складу са хералдичким правилима, јер није хералдичко сунце, али у ствари није ни звезда, већ пре подсећа на узорке истканих мотива које су ткали и везли Секељи.

## Историја грба
Један од првих симбола Секеља је грб из 15. века који се састоји од оклопљене руке која држи мач на црвеној позадини, мач пробија златну круну, срце и главу медведа, а са обе стране ове последње су месец у успону и шестокрака звезда. Ово је вероватно утицало на друге војне заставе Секеља тог времена, популаришући и ове боје и симболе.
Међутим, наводно је савремени грб са сунцем и полумесецом Секељима дао цар Светог римског царства Жигмунд Луксембуршки 1437. године као награду за њихову лојалност и војнички труд.
Године 2003. основан је Национални савет Секеља. Усвојила је грб и заставу Секеља, које је дизајнирао Адам Коње, засноване на комбинацијама старих амблема Секељаа, као сопствене симболе.
Постериорно, пошто је овај савет главни заговорник покрета за аутономију Секелија, ови симболи су убрзо постали изрази Секељске кохезије, сарадње и самоидентитета. Док је популарност грба почела постепено да расте, штампа и људи су почели да га називају „грбом Секеља“. Дана 5. септембра 2009, једна организација Секеља прогласила је симболе за грб и заставу земље Секеља.